# Амунд-Рингнес
Амунд-Рингнес (англ. Amund Ringnes Island, фр. Île Amund Ringnes) — остров Канадского Арктического архипелага, относящийся к группе островов Свердрупа. Остров не имеет постоянного населения. Административно относится к региону Кикиктани территории Нунавут.

## География

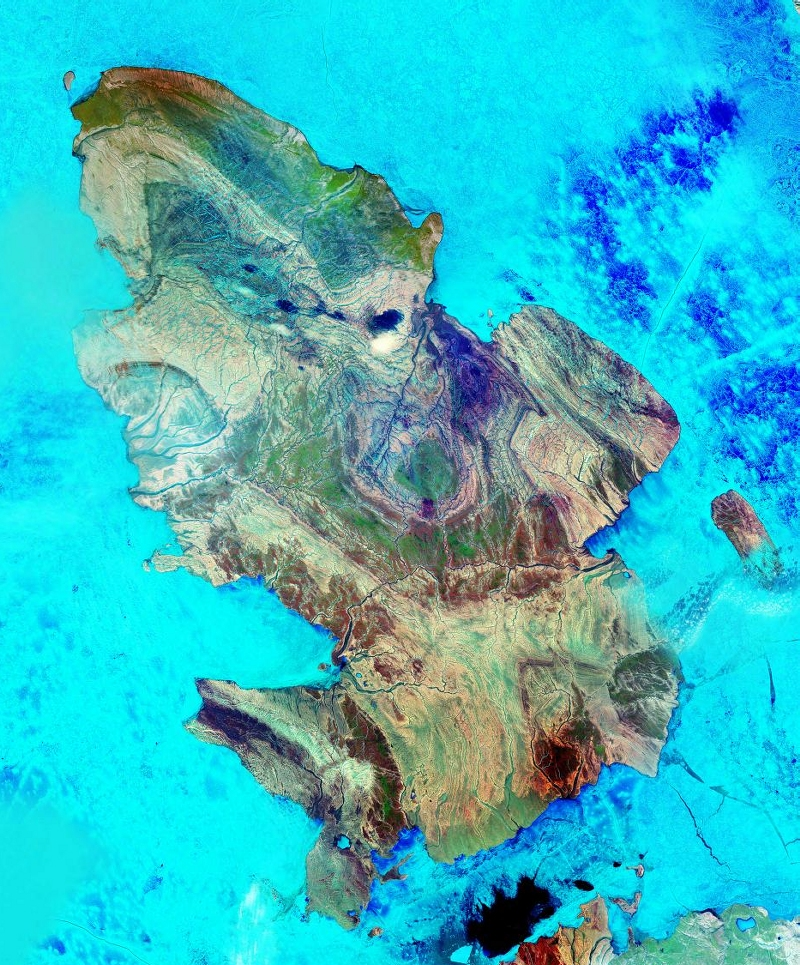
Аэрокосмический снимок острова

Площадь острова составляет 5 255 км², он занимает 111-е место по площади в мире и 25-е в Канаде. Длина береговой линии 500 км.

## Открытие
Остров был впервые отмечен 16 апреля 1900 года Отто Свердрупом. На исследование острова были посланы два участника его экспедиции — Гуннар Исаксен и Сверре Хассель, которые ступили на него 20 апреля. Название Амунд-Рингнес было дано Отто Свердрупом, в честь старшего из двух братьев-пивоваров из Осло, спонсировавших его экспедицию.
С 1902 года считался территорией Норвегии, которая отказалась от него в пользу Канады в 1930 году.